# Аптечний ковбой (фільм)
«Аптечний ковбой» (англ. Drugstore Cowboy) — пригодницький фільм Ґаса Ван Сента, друга його повнометражна кінокартина, яка забезпечила кінорежисерові міжнародне визнання. Фільм був високо оцінений критиками і завоював кілька престижних нагород, включаючи спеціальну премію Берлінського кінофестивалю 1990 року.
«Аптечний ковбой» є екранізацією напівбіографічного роману Джеймса Фогля — історія наркомана Боба і його «сім'ї», що колесять північно-західним узбережжям США і грабують аптеки заради чергової дози.

## У ролях
- Метт Діллон — Боб
- Келлі Лінч — Даян
- Джеймс Легро — Рік
- Гізер Грем — Надін
- Джеймс Ремар — Джентрі
- Вільям Барроуз — отець Том Мерфі